# PZInż. 403 Lux-Sport
Der PZInż. 403 Lux-Sport, oder PZInż. 403 L-S, war der Prototyp eines polnsichen Personenkraftwagen, welcher 1936 entwickelt und gebaut wurde.

## Geschichte
Im März 1935 erging an die Firma Państwowe Zakłady Inżynierii (kurz PZInż.) ein Auftrag zur Entwicklung eines Generalsfahrzeug für repräsentative Zwecke. Das Ziel war es, die hauptsächlich aus ausländischen Fahrzeugen bestehende Fahrzeugflotte durch eigene Modelle zu ersetzen. Der Erste Auftrag umfasste dabei die Entwicklung und den anschließenden Bau von 30 Fahrzeugen für sieben Personen zu einem Stückpreis von 24.000 Złoty.
Ursprünglich plante man die Nutzung des gleichen Motors wie beim Polski Fiat 621L um somit auch die Motoren in den Fahrzeugen zu vereinheitlichen. Aufgrund der Einstellung der Produktion des Fiat 524 C / L und der somit frei gewordenen Kapazitäten, entschied man sich für einen komplette Neukonstruktion. Leitender Ingenieur des Projektes wurde Zygmunt Okołów. Das Team hatte ein Budget von 504.000 Złoty und begann umgehend mit der Entwicklung des PZInż. 403 mit dem Beinamen Lux-Sport. Da es ein sehr hohes Budget war und man mit den führenden Unternehmen der weltweiten Automobilindustrie mithalten wollte, kam es bei diesem Modell nicht auf den Preis an, sondern auf technische Perfektion, Prestige, Eleganz und Reisekomfort.
Trotzdem der Entwurf des Fahrzeugs gut war, reduzierte die Armee die Bestellung noch im Februar 1936 von 30 auf 21 Fahrzeuge. Bereits ein Jahr später verlor sie das Interesse am Projekt. Die Armee konnte leichter auf billigere und im eigenen Land montierte, ausländische Modelle zurückgreifen. Der Grund war, dass in Polen montierte Fahrzeuge ausländischer Hersteller als inländische Produkte behandelt wurden, was beim Kauf zu einer Steuerrückerstattung führte. Somit erfüllte der direkte Konkurrent des Lux-Sport, der Buick 90, alle Anforderungen und war mit 13.900 Złoty deutlich günstiger. Beim Lux-Sport wurde ein Kaufpreis von 40.000 Złoty angesetzt.

## Produktion
Im Jahr 1936 wurde ein vollständiger Prototyp, ein Fahrgestell zu Präsentationswecken und zehn Motoren hergestellt. Im weiteren Verlauf wurden noch drei weitere Motoren und zwei Fahrgestelle produziert. Trotz des Interessenverlust am Fahrzeug durch die Armee, begannen Mitte 1937 die Vorbereitungen für den Start einer Probeproduktion von 50 Fahrzeugen. Aus wirtschaftlichen Gründen wurden diese Arbeiten auf Ersuchen der Kommission zur Kontrolle der Ausgaben vom Panzertruppenkommando eingestellt. Bis zur Einstellung des Projekts wurden 950.000 Złoty ausgegeben.

## Prototypen

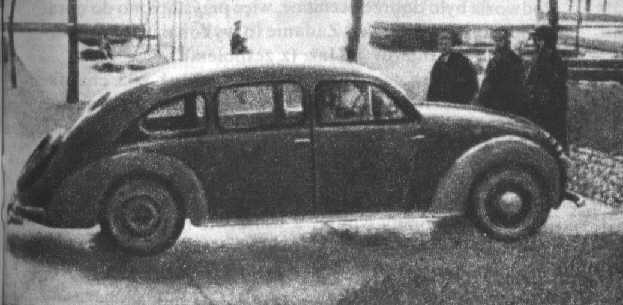
Seitenansicht des einzigen, fertiggestellten Prototyp.

Der erste Prototyp des Fahrzeugs sollte im Frühjahr 1936 fertiggestellt sein. Zu diesem Zeitpunkt waren allerdings nur das Fahrgestell und eine provisorische Karosserie hergestellt worden. Der eigentliche Motor musste noch verfeinert werden, wodurch es zum Einbau des Sportmotor vom Fiat 122 S kam. Trotzdem begannen mit diesem Modell die ersten Erprobungen. Im September 1936 wurde ein zweites Fahrgestell fertiggestellt und auf der Ausstellung der mechanischen und elektrischen Industrie in Warschau präsentiert. Im Oktober konnte dann der eigentliche Motor geliefert und eingebaut werden.
Die Tests und Erprobungen mit dem eigentlichen Motor verliefen sehr gut und das Fahrzeug legte eine Strecke von 30.000 Kilometer ohne Ausfälle zurück. Die Kraftfahrer betonten die hohen Betriebsparameter des Fahrzeugs und waren einhellig der Meinung, das Fahrzeug sei rundum gelungen. In einem Bericht von Tadeusz Grabowski heißt es:

„Ich sitze in Begleitung von Ingenieuren von PZInż. am Steuer und ich fahre auf der Straße. Was mir am meisten auffällt, ist die Leichtigkeit des Fahrens. Die Kupplung wird nur beim Anfahren verwendet und die Gänge werden dann mit dem Hebel hinter dem Lenkrad gewechselt, ohne dass andere Tätigkeiten meinerseits durchgeführt werden. Ob ohne Gas, mit Gas, schnell oder langsam geschaltet werden soll, das Cotala-Elektrogetriebe arbeitet vollkommen automatisch und lässt keinen Raum für Fehler. [...] Wir machen weiter. Ich versuche es mit Kurven. Brav legt sich das Auto in jede Kurve, neigt sich nicht zur Seite und zeigt keine Tendenz zum Ausbrechen. Wir verlassen schnell die Stadt und erhöhen das Tempo. Die Maschine fährt sich sehr ruhig und liegt perfekt auf der Straße. […] Ich trete plötzlich aufs Gaspedal. Wie aus einer Schleuder schießt das Auto nach vorne und erreicht sofort 118 km/h. Von der Geschwindigkeit ist allerdings nichts zu spüren. Ich fahre langsamer und trete erneut aufs Gaspedal. Mir fällt auf, dass das Auto im Gegensatz zu Autos mit normaler Karosserie keinen großen Luftwiderstand hat. Man hat den Eindruck, von 100 km/h auf 120 km/h zu kommen, sei genauso einfach wie von 40 km/h auf 60 km/h. [...] Wir fahren weiter, ich sehe deutlich einen Streifen Feldsteinpflaster. Ich bremse wie erwartet auf 40 km/h ab und fahre über die Bodenwellen. Dabei erwarte ich, ungefähr so heftig durchgeschüttelt zu werden wie in einem durchschnittlichen Auto. Ich bin positiv überrascht, das Auto trägt perfekt. [...] Also steigere ich die Geschwindigkeit, zunächst langsam und vorsichtig, dann mutiger. Ich gebe also Gas und bin nach einem Moment schon bei 100 km/h. [...] Schon ein leichtes Schwanken deutet auf eine außergewöhnlich schlechte Straße hin. Ich muss sagen, dass ich selten Autos mit solch einem wunderbaren Verschleiß gesehen habe. Im „L-S“ spürt man die Schlaglöcher überhaupt nicht und muss bei ihnen auch nicht die Geschwindigkeit reduzieren.“

Auch wenn die Arbeiten und die Serienproduktion nicht aufgenommen wurde, legte der Prototyp für weitere Tests eine Strecke von insgesamt 100.000 Kilometer zurück. Diese größtenteils auf Schotterstraßen von schlechter Qualität, was dem Fahrzeug jedoch nicht viel ausmachte.

## Technische Beschreibung

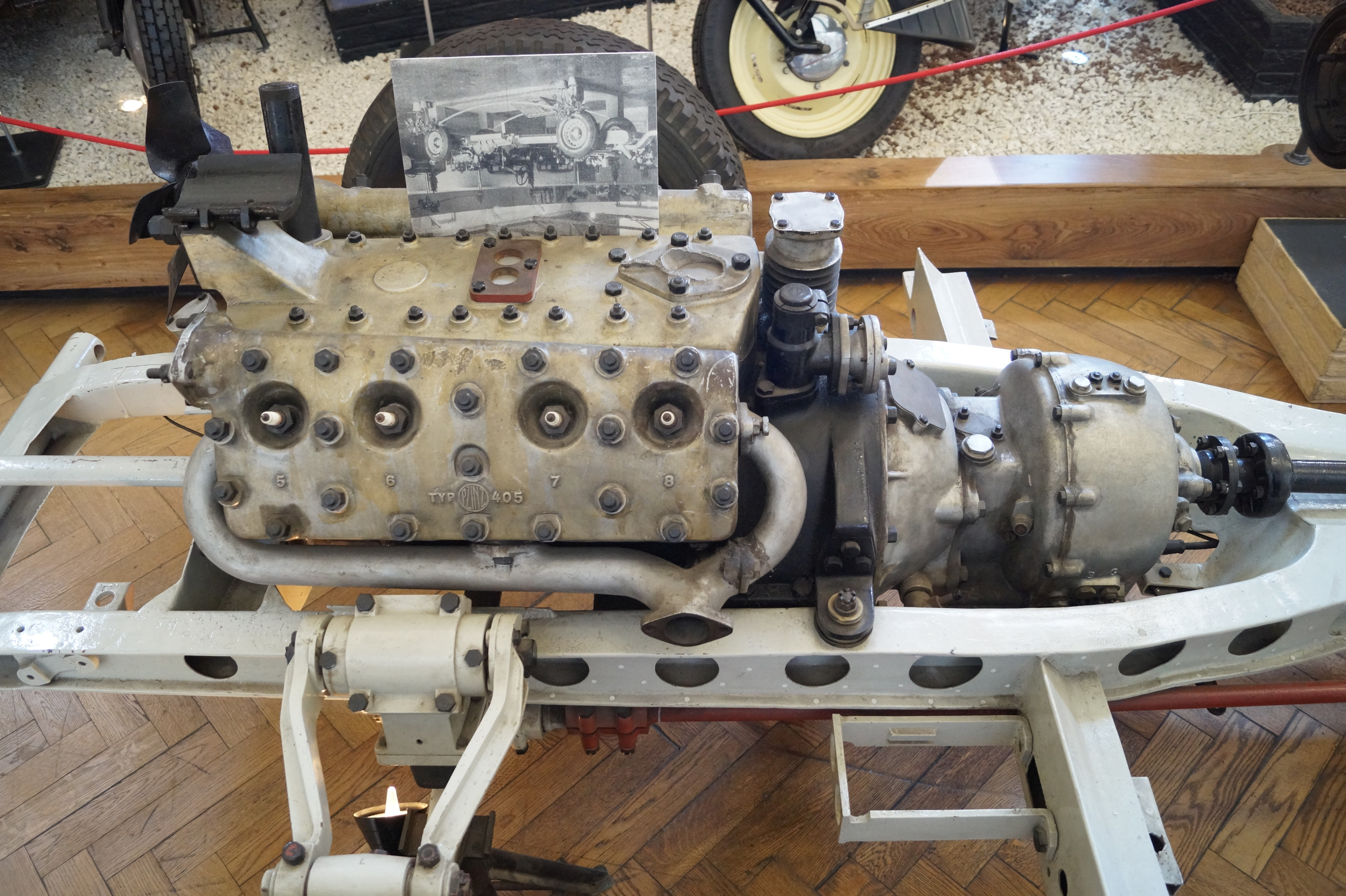
Motor des Ausstellungsfahrgestell

Die Konstruktion wurde von Ingenieur Kazimierz Studziński entwickelt. Die Karosserie stammte von Stanisław Panczakiewicz. Das Fahrzeug wurde in einer Stromlinienform gestaltet und orientierte sich an dem damaligen Trend von abgerundeten und fließenden Linien aus den Vereinigten Staaten. Der Wagen hatte vier Türen und eine Kofferraumklappe. In den Kotflügeln wurden die Scheinwerfer und Fahrtrichtungsanzeiger eingelassen und ein Ersatzrad darunter verlastet. Auf extravagante Akzente wurde verzichtet. Der Innenraum war für fünf bis sieben Personen ausgelegt. An der Rückenlehne des Vordersitzes des Beifahrers befanden sich Bedienelemente für das Radio, ein Aschenbecher und eine Uhr. Der Kofferraum war von innen wie von außen zugänglich.
Der geplante und später gebaute Motor war ein Achtzylinder-Ottomotor vom Typ PZInż. 405 und wurde von den Ingenieuren Werner und Jerzy Dowkontt entwickelt. Dieser Motor wurde später auch im Schwimmpanzer PZInż. 130 und im leichten Kampfpanzer 4TP verwendet. Dieser hatte einen Hubraum von 3.888 cm³ und lieferte 97 PS bei 3.600/min. Im Zusammenspiel mit der für damalige Verhältnisse aerodynamisch geformten Karosserie konnte das Fahrzeug eine Geschwindigkeit von 135 km/h erreichen. Der Verbrauch lag bei 16 l/100 km. Das Antriebsmoment wurde durch ein halbautomatisches, elektromagnetisch gesteuerte Vierganggetriebe des Zulieferers Cotal übertragen. Die Kupplung wurde dabei nur beim Anfahren benötigt; die Gänge wurden über einen Hebel am Lenkrad während der Fahrt geschaltet.
Das Fahrgestell bestand aus einem Zentralrahmen, welcher auf zwei Längsträgern basierte. Die Kraftstoff- und Bremsleitungen waren am Fahrgestell befestigt. Entwprfen wurde die Konstruktion von den Ingenieuren Mieczysław Dębicki und Jerzy Dowkontt. Der Rahmen gabelte sich vorne nach außen, um Platz für den Motor zu schaffen. Die Radaufhängung erfolgte durch Torsionsstäbe, welche längs in der Mitte des Wagens montiert waren. Während der Fahrt konnte man so vom Fahrersitz die Bodenfreiheit von 18 cm auf 23 cm erhöhen und die Härte der Stoßdämpfer einstellen. Der Fahrkomfort wurde durch den Einsatz von doppelter hydraulischer Stoßdämpfer, Stabilisatoren und breiter Niederdruckreifen von Stomil weiter verbessert.
Die Wartung wurde durch die Verwendung von Fahrgestellelementen aus Gummi deutlich vereinfacht, wodurch der Bedarf an Schmiermittel minimiert wurde. Weiterhin hatte das Fahrzeug ein selbstreinigendes Ölfilter, pneumatisch angetriebene Scheibenwischer und eine Unterdruck-Zündzeitpunktverstellung. Die Trommelbremsen wurden hydraulisch betrieben.

## Verbleib

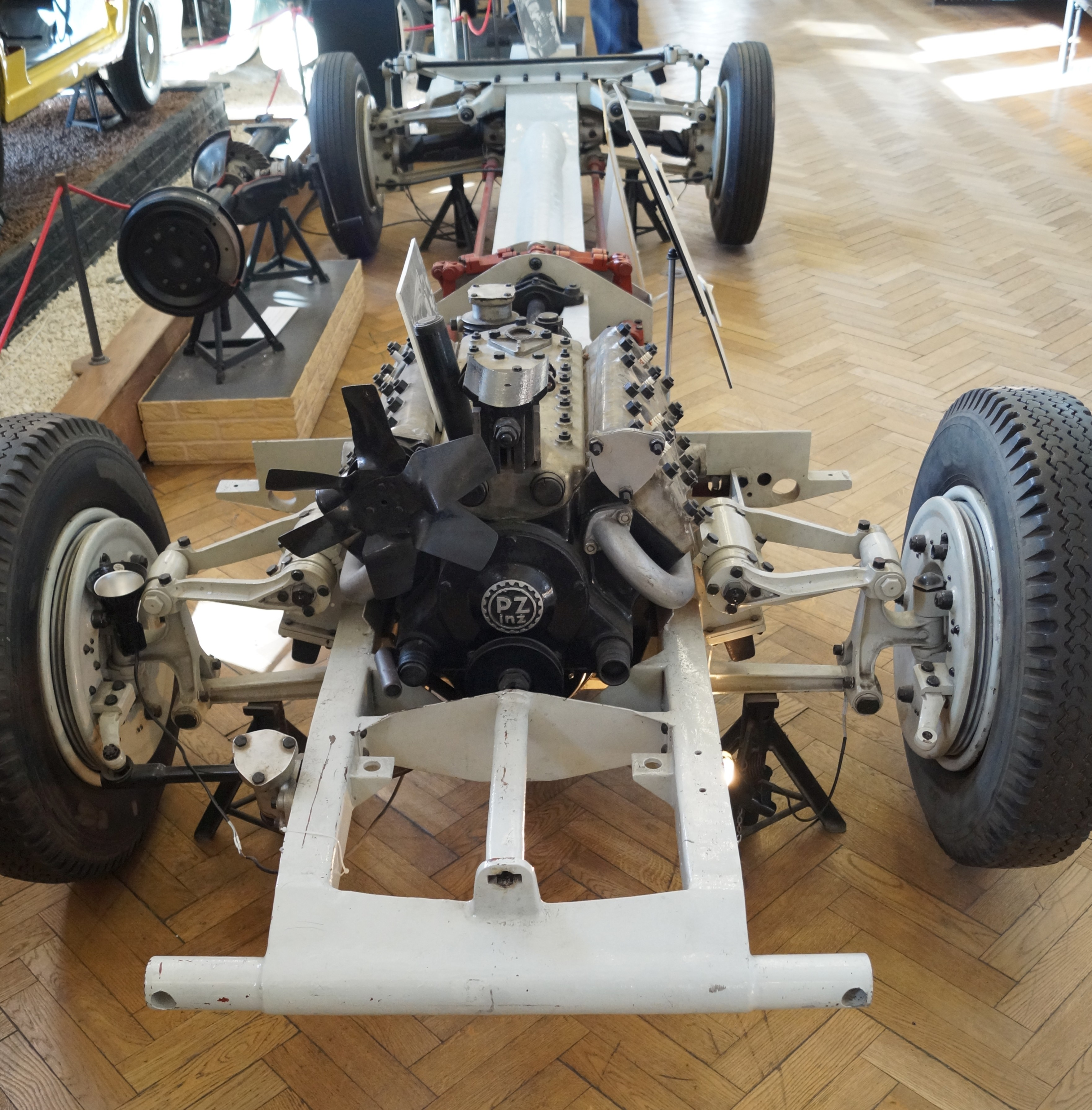
Eines der hergestellten Fahrgestelle im Museum in Warschau

Als im September 1939 die Wehrmacht mit dem Einmarsch in Polen begann, befand sich der Prototyp in einer Werkstatt von PZInż. nahe Warschau. Während eines Luftangriffs durch die Luftwaffe brannte dieser komplett aus. Die nach Osten ausgelagerten Unterlagen und Dokumente gingen während des Krieges verloren.
Nach dem Endes des Zweiten Weltkrieges stieß der PZInż. Ingenieur Rummel, damals Leiter des neu gegründeten Versuchswerks der Automobilindustrie Ursus zufällig auf einem Schrottplatz in Ursus auf das ehemalige Fahrgestell für Ausstellungen. Dieses wurde umgehend gesichert und an das Nationales Technikmuseum in Warschau übergeben. Das es aber ein nichtkommunistisches Ausstellungsstück war, wurde es der Öffentlichkeit vorenthalten und eingelagert.
Als im Jahr 1978 der Künstler und Sammler Stanisław Koźmic Recherchen zum CWS T-1 unternahm, stieß er im Museum auf das Fahrgestell des Lux-Port und fand zudem zwei Motoren auf dem Gelände einer Ziegelei in Brwinów. Heute wird das Fahrgestell im Nationalen Technikmuseum Warschau ausgestellt.
Im Jahr 1987 wurde der Lux-Port auf einer polnischen Briefmarke abgebildet.
Im Jahr 2019 brachte das Modellbauunternehmen Autocult unter der Bezeichnung PZInz 403 Lux Sport eine auf 333 Stück limitierte Serie des Fahrzeugs im Maßstab 1:43 heraus.